# Kári á Høvdanum
Kári Jóannesarson á Høvdanum (* 6. April 1990) ist ein färöischer Schwimmer, Fußballtorwart und -schiedsrichter. Von 2018 bis 2023 war er neben seinem Landsmann Alex Troleis als FIFA-Schiedsrichter im Einsatz.

## Karriere

### Als Spieler
Á Høvdanum war nie höherklassig aktiv. Von 2008 bis 2011 bestritt er als Torwart insgesamt 24 Spiele für die zweite und dritte Mannschaft von Víkingur Gøta in der zweiten und dritten Liga.

### Als Schiedsrichter
Á Høvdanum wurde ab 2009 hauptsächlich in der ersten Liga der Damen eingesetzt. Seine erste Partie leitete er am vierten Spieltag zwischen KÍ Klaksvík und B68 Toftir/NSÍ Runavík. In dieser Saison kam er auch einmal in der färöischen dritten Liga der Männer zum Einsatz. 2011 kamen sowohl Pokalspiele bei den Männern als auch bei den Frauen dazu. 2012 leitete er den färöischen Supercup zwischen B36 Tórshavn und EB/Streymur, ebenso kam er erstmals zu Einsätzen in der zweiten Liga. 2013 leitete Á Høvdanum im Rahmen der Nordischen Meisterschaft zwei Spiele, die Begegnung zwischen der finnischen U-17- und englischen U-17-Nationalmannschaft war der erste internationale Einsatz bei den Männern. 2014 kam er am 24. Spieltag bei der Begegnung zwischen KÍ Klaksvík und Skála ÍF zu einem Einsatz in der Betrideildin, in den Folgejahren leitete er in dieser Liga jeweils eine zweistellige Anzahl an Partien, 2018, 2019 und 2022 jeweils die meisten aller Schiedsrichter. Ebenso wurde er 2014 in der Schweizer 2. Liga interregional beim Spiel zwischen FC Montreux-Sports und FC Veyrier Sports eingesetzt. Im Jahr darauf leitete Á Høvdanum in der französischen CFA 2 die Begegnung zwischen Louhans-Cuiseaux FC und FC Vaulx-en-Velin. 2016 folgten Einsätze in der schwedischen Superettan bei der Partie zwischen Trelleborgs FF und IK Frej sowie in der finnischen Ykkönen mit der Paarung zwischen Ekenäs IF und FC Jazz Pori.
Im November 2017 trat Á Høvdanum die Nachfolge von Petur Reinert als FIFA-Schiedsrichter an. 2018 folgte sein erster Einsatz in der UEFA Europa League, als er in der Vorqualifikation das Spiel zwischen UE Engordany und SS Folgore/Falciano leitete. In der UEFA Youth League kam Á Høvdanum mit der Paarung zwischen KR Reykjavík und IF Elfsborg ebenfalls zu seinem ersten Einsatz. Ein Jahr später führte Á Høvdanum in der Qualifikation zur U-21-Europameisterschaft 2021 durch die Partie zwischen Andorra und Albanien. Es folgten 2021 drei Einsätze in der UEFA Conference League, der erste davon in der 2. Qualifikationsrunde zwischen FK Austria Wien und Breiðablik Kópavogur, sowie zwei Qualifikationsspiele zur U-19-Fußball-Europameisterschaft 2022, als erstes davon Italien gegen Litauen. Schließlich leitete er 2022 zum Ende seiner FIFA-Karriere im Freundschaftsspiel der Frauen zwischen den Färöern und Andorra zum ersten Mal ein Spiel zweier A-Nationalmannschaften.
Insgesamt leitete Á Høvdanum bis Ende 2024 179 Erstligaspiele (160 bei den Männern, 19 bei den Frauen), 92 Zweitligapartien, 24 Spiele im färöischen Pokal (21 bei den Männern, drei bei den Frauen), acht Europapokalspiele, ein A-, drei U-21-, zwei U-19 sowie elf U-17-Länderspiele. Sein Heimatverein als Schiedsrichter ist wie auch schon als Spieler Víkingur Gøta. Die Nachfolge auf internationaler Ebene trat Heini Viðoy an.

### Als Schwimmer
Á Høvdanum war auch als Schwimmer aktiv. Gemeinsam mit Pál Joensen, Pauli Øssurson Mohr und Andrass Thomsen hält er mit einer Zeit von 3:49,65 min den färöischen Rekord über 4 × 100 Meter Lagen, aufgestellt am 1. Juli 2009 bei den Island Games auf Åland.